# Virtuemart
Virtuemart è un'estensione per il CMS Joomla! concepito per gestire funzionalità di e-commerce (negozio on-line) all'interno di siti realizzati con Joomla!.

## Versioni
La serie attualmente stabile di VirtueMart è la 1.1.x, nativamente compatibile con Joomla 1.5.
Sono stati emessi 9 rilasci di sicurezza, per cui al momento l'ultima release disponibile è la 1.1.9.
Per le release fino alla 1.1.5 sono disponibili anche i pacchetti specificatamente compatibili con Joomla 1.0, dopodiché il supporto per la versione precedente di Joomla è stato abbandonato.
È in fase di sviluppo la versione 2 di VirtueMart, che ha visto una riscrittura quasi completa dell'applicativo, fedele allo standard MVC di Joomla 1.5. Sono già state rilasciate due RC (Release Candidate).
Al momento la versione 2 è in rilascio in fase di RC2 codeletter G (settima revisione)
La codifica per questa versione è 1.9.8-G
La versione è compatibile con Joomla 1.5 LTS e l'ultima STS attualmente in vigore, cioè Joomla 1.7

## Funzionalità
Il componente base di Virtuemart copre le funzionalità base di un negozio on line (presentazione di cataloghi on-line, download di file, carrello) ma sono disponibili componenti aggiuntivi che implementano ulteriori funzionalità come per esempio la ricerca dei prodotti o la visualizzazione in anteprima in altre pagine del sito.
La gestione del negozio consente di modificare le informazioni riguardanti il venditore ed i relativi prodotti, inserendo informazioni di base (nome, identificativo), avanzate (peso, unità di misura, dimensioni, prodotti correlati) e immagini (foto dell'articolo).
Sono inoltre gestite ulteriori funzionalità importanti per l'e-commerce:
- IVA sui prodotti
- prezzi di spedizione
- corrieri di spedizione
- attributi e tipi di prodotti
- categorie di prodotti
- possibilità di effettuare gli acquisti in più valute
- gestione del pagamento (in sinergia con un processore di pagamento o altro metodo telematico)
- metodiche di pagamento molteplici
- gestione delle carte di credito accettate
- gestione dei clienti
- gestione degli ordini
- sconti sui prodotti e coupon